# Микрорайон Космонавтов (Дмитров)
Микрорайон Космонавтов (улица Космонавтов) — микрорайон на востоке города Дмитрова Московской области. Назван в честь начала освоения космоса первыми советскими космонавтами. Население составляет около 15 тысяч человек.
Центр микрорайона — площадь с конечной автобусной остановкой 10-го маршрута.

## Расположение
На востоке располагаются деревни Бирлово и Митькино, на юго-востоке — село Борисово. На северо-востоке квартал бывшего Дмитровского домостроительного комбината, располагающегося по улице Бирлово поле на холме между речек Дунайка (приток Березовца) и Березовец.
На западе находится бывший посёлок экскаваторного завода, на юго-западе — бывший посёлок завода железобетонных конструкций, сейчас микрорайоны Дмитрова. На севере граничит с микрорайоном Орехово (Дмитровский экскаваторный завод и жилая застройка).
От Борисовских прудов мимо мясокомбината ручьём сбегает Березовец. Попадает в колодцы дюкера, далее через дорогу огибает многоэтажные дома микрорайона. Сливаясь со стоками с Подлипической горы и от деревни Митькино, протекает по лесопосадке, образуя пруд. Далее в трубе Березовец протекает по новой части микрорайона и течёт вдоль Восточной объездной дороги где и сливается с притоком Дунайкой  на пересечении дороги с Пушкинской улицей.
На холме располагается старый парк «Табор» и Инженерный пруд. В 2010-х годах часть парка отошла к стадиону «Локомотив».
По названию парка существует 2 версии, не исключающие друг друга. Первая говорит, что на данном месте располагался лагерь федеральных ордынских войск. Вторая, что здесь находился лагерь польско-литовского войска. Т.к. местность возвышенная (холм), контролирующая окружающую территорию.

## История
Местность ранее относилась к Подлипической вотчине.
Территория будущего микрорайона располагается на сельскохозяйственных землях колхоза «Заря», располагающегося в селе Подлипичье.

### Строительство канала имени Москвы
В 1932—1937 годах строительство канала Волга—Москва. Стройку вели заключённые образованного Дмитлага, жившие в бараках. Управленцы  и вольнонаёмные селились на улицах располагавшегося рядом «городка Дмитлага» (после постройки канала переделанного в посёлок экскаваторного завода).
Окраина города быстро превратилась в строительную площадку. Окрестный лес шёл на укрепление берегов канала, песок с холмов шёл на строительство. Один бывший карьер располагался у нынешней дежурной трансформаторной подстанции № 128 Дмитровского участка «Электрические сети канала имени Москвы» (ворота которой украшены красными якорями). Ещё два карьера находились на современной улице Пушкина: один на месте действующей АТС, другой — за бывшим центральным узлом связи (ул. Пушкинская, д. 77). Склоны карьеров были укреплены посадками сосен. Четвёртый карьер был между Подлипецкой слободой и посёлком Шпилёво.

### Строительство микрорайона Космонавтов. Индустриализация

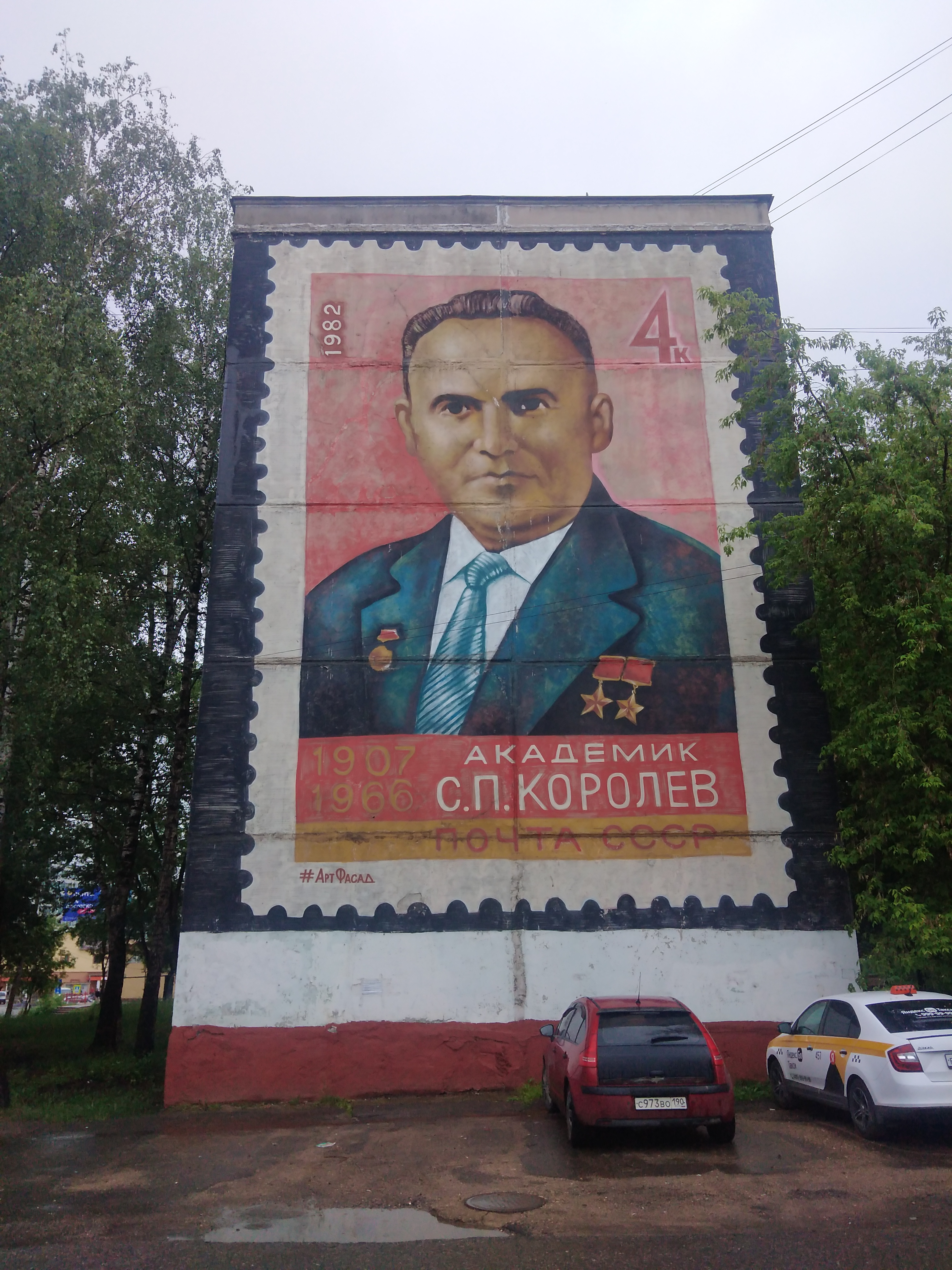
Изображение С.П. Королёва на доме № 7

Своё название микрорайон получил в связи с успехами полётов первых космонавтов: Гагарина, Титова. На крыше дома № 36 со стороны ул. Высоковольтной была установлена надпись из больших букв: «Слава советским космонавтам!».
Образование микрорайона тесно связано с началом строительства в СССР первых панельных домов. Так, было принято распоряжение правительства о возведении в СССР более 400 домостроительных комбинатов.
На базе завода МЖБК был сформирован на улице Бирлово поле Дмитровский домостроительный комбинат (ДДСК). Продукция ДДСК идёт на строительство панельных многоэтажных домов Дмитровского и других районов Подмосковья. Силами данного комбината был построен первый экспериментальный дом в новом микрорайоне. Этот дом № 4 по улице Космонавтов стоит до сих пор.
В конце 1950-х годов расширение мощностей водонасосного узла и мощностей очистных города перед постройкой нового микрорайона.
Вдоль дороги на Митькино за посёлком экскаваторного завода был определён участок для строительства 22 многоквартирных жилых домов (18 пятиэтажных) из крупных панелей Дмитровского домостроительного комбината. Дома строились для работников различных организаций города, четыре из них Монтажжилстрой возвёл для своих работников и работников комбината.
24 октября 1962 года Исполком Дмитровского городского совета депутатов и трудящихся принимает решение о переименовании Костинского шоссе от Большевистского переулка до конца черты города в улицу Космонавтов.
В 1963 году Мособлисполком утвердил новый генеральный план Дмитрова, согласно которому было предусмотрено обновление старого города и запланировано широкомасштабное строительство на новых территориях. В том же году были заселены первые дома нового микрорайона.
Новый микрорайон был построен с современной инфраструктурой. У жителей микрорайона Космонавтов жильё было с подачей горячей воды, ватерклозетным туалетом, с душем и ванной, также было центральное отопление и газ.
С момента заселения первых домов был запущен первый автобус № 7.
Потом появляются магазины, школа, детский сад, объекты обслуживания населения, котельная. Котельная микрорайона старейшая в Дмитрове, в 1964 году её перевели с угля и мазута на газовое топливо.
В 1965 году был построен первый 9-этажный дом. По плану был застроен 5-этажными и 9-этажными панельными домами.
В середине 1960-х годов началось обустройство территории, озеленение, парк «Табор» при этом сохранился.
Дома заселялись работниками ДДСК, ДЭЗ и других организаций.
В конце 1960-х — начале 1970-х годов была построена Восточная объездная дорога. Русло речки Березовец сместили вдоль дороги, в месте пересечения её с дорогой были построены дренажные колодцы (дюкеры). 
В 1971 году в микрорайоне было построено 5-ти этажное общежитие Дмитровского строительного техникума, куда переезжает из старого здания учебное заведение (для учёбы были организованы временные классы). В 1974 году построен 4-х этажный главный учебный  корпус, сформировавший территорию «учебного городка». В итоге Дмитровский строительный техникум получил необходимые условия для работы и подготовки специалистов. Выпускники техникума поступали на работу на ближайшие предприятия: ДДСК, завод МЖБК, Мостоотряд-90. На 2023 год учебное заведение входит в состав Дмитровского государственного политехнического колледжа.
В 1981 году у села Борисово был возведён Дмитровский экспериментальный комбинат арболитовых конструкций и изделий (ДЭКАКИ). В 1992 года он был преобразован в Дмитровский арболитовый комбинат. В 1996 году комбинат закрылся.
В 2003 году на его территории разместился Дмитровский стекольный завод, выпускающий стеклянные бутылки, и другие организации.
Были построены панельные двухэтажные многоквартирные дома  (№ 1а, 2а, 77—84) для сотрудников арболитового комбината. Большая (западная) часть посёлка арболитового завода отходит деревне Митькино, восточная — селу Борисово.

### Новейшая история.
В 2010-х годах завершение застройки многоэтажными домами территории между Восточной объездной дорогой и улицей Космонавтов (дома 52-54, 56).
По мере роста застройки возле улицы Космонавтов и расширение территории, жилая зона возле улицы Космонавтов стала называться микрорайоном Космонавтов.
16 апреля 2006 года произошло открытие первого в Дмитрове гипермаркета «Карусель» у Восточной объездной дороги.
16 сентября 2016 года был открыт детский сад № 25 «Звёздный».

## Спорт
В советское время существовала футбольная команда ДДСК, у которой был  стадион «ДДСК» на улице Бирлово поле. На 2023 год стадион находится в заброшенном состоянии.

## Учреждения и организации
- Дмитровский политехнический колледж
- Детский сад № 13 «Скворушка»
- Детский сад № 15 «Земляничка»
- Детский сад № 25 «Звёздный»
- Школа № 8
- Городская библиотека №1
- Рынок
- Гипермаркет «Карусель»
- Котельная
- Почтовое отделение № 141802
- Мясокомбинат «Дымов» (бывший Дмитровский мясокомбинат)
- Северные электрические сети. Филиал ПАО «МОЭСК»